# Paolo Lombardo
Paolo Lombardo (* 30. August 1941 in Messina) ist ein italienischer Filmschaffender.
Lombardo wirkte von 1958 an ein Jahrzehnt als Drehbuchautor für Genrefilme und produzierte 1967 einen heute vollkommen vergessenen Film Angelo Dorigos. In den 1970er Jahren verlegte er sich auf den Verleih und die Vermarktung etlicher Filme, von denen er zwei auch selbst inszenierte. 1989 und 1993 entstanden zwei weitere von Lombardo produzierte Werke.

## Filmografie (Auswahl)

### Drehbuch
- 1966: El Cisco
- 1967: Sein Wechselgeld ist Blei (I giorni della violenza)

### Regie
- 1972: L’amante del demonio
- 1973: Dagli archivi della polizia criminale